# Потехина, Раиса Алексеевна
Раиса Алексеевна Потехина (1861, Костромская губерния — 3 [15] сентября 1890, Костромская губерния) — актриса
 московского Малого театра.

## Биография
Родилась в 1861 году в Костромской губернии, дочь известного писателя Алексея Антиповича Потехина. Своё сценическое поприще начала в Петербурге, в любительских спектаклях, затем переехала в Москву и поступила в труппу госпожи Бренко.
В 1885 году была принята в состав драматической труппы московского Малого театра, причём дебютировала в комедии своего отца «Виноватая». Первое время своей службы на Императорской сцене занимала в труппе второстепенное положение, но вскоре ей удалось заявить свои сценические способности в бытовом амплуа. Исполнением ролей старой девы-литераторши («Семья»), стрельчихи («Правительница София»), крепостной девки («В старые годы») Потехина завоевала себе видное место среди своих товарищей по сцене.
Не достигнув 30-летнего возраста, Потехина скончалась 3 (15) сентября 1890 года в Костромской губернии, в имении своего отца, где и погребена.